# Ажо
Ажо (кит. трад. 阿熱, пиньинь Ārè) — каган Кыргызского каганата с 795 по 847 годы, один из основателей «Кыргызского Великодержавия».

## Правление

### Военные реформы
На протяжении VII—VIII веков енисейские кыргызы обычно часто терпели поражения в вооруженных схватках с соседними странами в силу слабой военной организации и обмундирования собственного войска. В IX веке прослеживается «эволюция» кыргызской армии. По видимому, перед тем как объявить войну уйгурам в 820 году, в государстве енисейских кыргызов проходила основательная подготовка, которая предусматривала укрепление централизованного административного и военного управления.

## Война с уйгурами
В 820 году он принял титул кагана и начал 20-летнюю войну с Уйгурским каганатом. На протяжении 20 лет енисейские кыргызы постепенно захватывали уйгурские крепости на территории современной Тывы, прорываясь на территорию современной Монголии. Хвалясь своими победами, Ажо писал уйгурскому кагану:
Судьба твоя решена. Я скоро возьму золотую орду твою, поставлю перед нею моего коня и водружу моё знамя. Если можешь состязаться со мною, то немедленно приходи, если не можешь, то скорее уходи.
В 840 году 100-тысячная кыргызская конница разгромив последний оплот сопротивления уйгуров захватила и уничтожила уйгурскую столицу Хара-Балгас. Сразу же после захвата уйгурской столицы, он снарядил эскорт для сопровождения китайской царевны Тайхон, который был перебит уйгурами во главе с Уге-ханом. В последующие 841—843 годы енисейские кыргызы разворачивали походы в Восточный Туркестан, Ганьсу, Тибет, Гоби и Монголию. По итогу кыргызам удалось вернуть из плена царевну Тайхон, за что позже китайский император благодарил Ажо в своих письмах.
В 845 году он был удостоен китайского титула «Ван» (царь) и «Цзун Инсюнъу Чэнмин Кэхань» (Отцовский герой, доблестный и искренний, Каган Света). В 847 году каган умер и получил посмертный титул Хюн-ву Чен-мин-хан.

## Переписка с домом Тан
В 840-е годы дипломатические контакты енисейских кыргызов с Китаем значительно возросли. В марте 842 года он отправил первую кыргызскую делегацию в Империю Тан во главе с Табу Хэцзу, которая обменялась сведениями с китайской стороной в крепости Тяньдэцзюнь. В мае 843 года он отправил новое посольство во главе с Чугу Алп Солом, которое передало его письмо. В апреле того же года китайским дипломатом Чжао Фанем был послан ответ на письмо Ажо, которая была передана Табу Хэцзу. В июле 843 года и апреле 844 года он отправлял новые посольства во главе с Ургу Алпом.
В переписке с китайским императором У-цзуном, Ажо всячески восхвалялся китайским императором. В своих письмах У-цзун писал о якобы существующим «родстве» между домом Ажэ и Тан, которое устанавливалось через древнего ханьского генерала Ли Лина. Китайский император хотел уничтожить уйгуров принципом «уничтожить варваров руками варваров», и просил Ажо перебить остатки уйгурского населения в центрально-азиатской степи. Более того, Китай пытался склонить кыргызских каганов к признанию вассалитета, как это было на примере Восточно-тюркского каганата. Однако, все эти дипломатические трюки не имели успеха, и Ажо не прислушивался к просьбам китайского императора.